# Франкенау-Унтерпуллендорф
Франкенау-Унтерпуллендорф (нім. Frankenau-Unterpullendorf) — громада округу Оберпуллендорф у землі Бургенланд, Австрія.
Франкенау-Унтерпуллендорф лежить на висоті  343 м над рівнем моря і займає площу  30 км². Громада налічує 1179 мешканців. 
Густота населення 39/км².  
|                                                    |
| Франкенау-Унтерпуллендорф на мапі округу та землі. |

 Адреса управління громади: Frankenau-Unterpullendorf 108, 7452, 7361 Frankenau-Unterpullendorf. 

## Демографія
Історична динаміка населення міста за даними сайту Statistik Austria

## Виноски
1. ↑  Dauersiedlungsraum der Gemeinden Politischen Bezirke und Bundesländer - Gebietsstand 1.1.2018 — Статистичне управління Австрії.
2. ↑  Einwohnerzahl 1.1.2018 nach Gemeinden mit Status, Gebietsstand 1.1.2018 — Статистичне управління Австрії.
3. ↑   www.frankenau-unterpullendorf.gv.at
4. ↑  Gemeindedaten von Frankenau-Unterpullendorf

| Австрія | Це незавершена стаття з географії Австрії. Ви можете допомогти проєкту, виправивши або дописавши її. |